# Navi Rawat
Navi Rawat, född 5 juni 1977 i Malibu, Kalifornien, är en amerikansk skådespelare.
Rawat har bland annat medverkat i TV-serien O.C. och Numb3ers.

## Filmografi (i urval)
- 2003–2006 – O.C. (TV-serie)
- 2005–2010 – Numb3rs (TV-serie)